# 沃里斯 (伊利諾伊州)
沃里斯（英語：Voorhies）是位於美國伊利諾伊州皮亞特縣的一個非建制地區。該地的面積和人口皆未知。

## 地理
沃里斯的座標為39°52′01″N 88°34′48″W / 39.86694°N 88.58000°W，而該地的平均海拔高度為206米（即676英尺）。